# Hades Almighty
A Hades Almighty norvég viking/black metal együttes. 1992-ben alakultak Bergenben, Hades néven. Azonban kénytelenek voltak megváltoztatni ezt a nevet, mivel ezen a néven egy amerikai együttes is működik.
Alapító tagjai Jørn Inge Tunsberg, az Immortal gitárosa és a Dark dobosa, Remi Andersen. Hozzájuk csatlakozott Janto Garmanslund basszusgitáros és Wilhelm Nagel gitáros. Nagel 1994-ben elhagyta a zenekart.
Korai albumaikon Enslaved/Satyricon jellegű viking black metalt játszottak, a The Pulse of Decay albumon viszont experimental black metalt játszottak. Ezen az albumon a doom metal, az indusztriális zene és a dark ambient elemei is hallhatóak.

## Tagok
- Jan Otto "Janto" Garmanslund - ének, basszusgitár, billentyűk (1992–)
- Jørn Inge Tunsberg - gitár, billentyűk (1992–)
- Remi Andersen - dob (1992–)

## Korábbi tagok
- Wilhelm Nagel - gitár (1993-1994)
- Stig Hagenes - gitár (1994-1999)

## Diszkográfia

### Hades néven
- Alone Walkyng (demó, 1993; 1996-ban újból kiadták)
- ...Again Shall Be (1994)
- Hades / Katatonia (split lemez, 1996)
- Dawn of the Dying Sun (1997)

### Hades Almighty néven
- Millennium Nocturne (1999)
- The Pulse of Decay (2001, 2004-ben újból kiadták)
- Pyre Era, Black! (EP, 2015)